# Hermann Walder
Hermann Walder (* 2. Mai 1891 in Wängi; † 18. Oktober 1972 in Zug) war ein Schweizer Politiker (LdU) und Rechtsanwalt. Von 1938 bis 1943 gehörte er dem Nationalrat an.

## Biografie
Der Sohn des gleichnamigen Arztes und von Susanna (geb. Leutenegger) absolvierte die Kantonsschule Frauenfeld. Anschliessend studierte er Rechtswissenschaft an den Universitäten Genf, München, Heidelberg, Leipzig und Bern. Er promovierte 1914 in Leipzig und war ab 1915 in Zürich als Rechtsanwalt tätig. 1923 heiratete er Amalie Elisabeth Nägeli, die Tochter des Politikers Hans Nägeli. Über den Buchhalter Rudolf Peter lernte er im Jahr 1925 den Unternehmer Gottlieb Duttweiler kennen, der kurz davor stand, das Detailhandelsunternehmen Migros zu gründen und nach Geldgebern suchte. Walder beteiligte sich mit einem bedeutenden finanziellen Beitrag und übernahm daraufhin das Amt des Verwaltungsratspräsidenten.
In den 1920er und frühen 1930er Jahren verteidigte Walder die Migros und Duttweiler in zahlreichen aufsehenerregenden Verwaltungsverfahren, Zivil- und Strafprozessen. Mit sorgfältig geplanten Provokationen wurden Behörden, Markenartikelhersteller und Verbände zu Klagen herausgefordert, die sich werbewirksam über mehrere Instanzen hinzogen. Die Prozesse drehten sich in der Regel um Namensschutz, Markenschutz und unlauteren Wettbewerb, in den meisten Fällen gingen sie zugunsten der Migros aus. Nach der Verhängung des Filialverbots durch das Parlament im September 1933 riet er Duttweiler, mit politischen Mitteln gegen die behördlichen Schikanen vorzugehen. Zwei Jahre später kandidierte Walder bei den Nationalratswahlen 1935 auf der von Duttweiler angeführten «Liste der Unabhängigen». Er war Redaktor der 1935 gegründeten Wochenzeitung Die Tat, die ab 1939 als Tageszeitung erschien. Ende Dezember 1936 gehörte er zu den Gründungsmitgliedern des Landesrings der Unabhängigen.
Als Ersatz für den zurückgetretenen Franklin Bircher rückte Walder im Juli 1938 in den Nationalrat nach und vertrat den Kanton Zürich, bei den Nationalratswahlen 1939 gelang ihm die Wiederwahl. 1940 setzte er sich mit einer Motion für die Schaffung eines Einkommensersatzes für selbstständig erwerbende Wehrmänner ein. Er befürwortete eine Verstärkung der Luftwaffe und Fliegerabwehrtruppen, ebenso unterstützte er die Schaffung einer privaten schweizerischen Flugzeugindustrie.
Durch die gemeinsame Arbeit im Nationalrat entstand zunehmend eine gewisse Distanz zu Duttweiler. Insbesondere sprach sich Walder entschieden dagegen aus, die Migros von einer Aktiengesellschaft in eine Genossenschaft umzuwandeln. Als Duttweiler am 1. Juni 1940 dennoch diesen Schritt publik machte, schied er aus dem Unternehmen aus und war daraufhin erneut als selbstständiger Rechtsanwalt tätig. Zum endgültigen Bruch kam es drei Jahre später, als Duttweiler für den Nationalrat kandidieren wollte. Walder gehörte zu jenen LdU-Fraktionsmitgliedern, die ihm Eigenmächtigkeit vorwarfen und sein soziales Engagement als «Abgleiten nach links» empfanden. Als sich die LdU-Delegiertenversammlung für die Kandidatur Duttweilers aussprach, trat Walder nicht zu den Nationalratswahlen 1943 an.